# Puri
Puri vagy Púrí (orija: ପୁରୀ) város India északkeleti részén, a Bengáli-öböl partján, Orisza szövetségi államban. Lakosainak száma 201 ezer fő volt 2011-ben.
A város India egyik legfőbb zarándokhelye. A hívő hindu részére a zarándoklat ide kötelező. Minden év nyarán nagy vallási ünnepség van Ráth Játrá (azaz Kocsiünnep) idején. Ilyenkor Dzsagannáth istent egy hatalmas, baldachinos, 14 m magas, egyenként 2 méternél nagyobb átmérőjű, tizenhat keréken gördülő kocsin vontatják a hívők ezrei.
Puri 12. századi Dzsagannáth-templomában 6000 felnőtt férfi szolgál papként, templomi gondnokként vagy zarándok-vezetőként. A templomba nem-hindu vallásúak nem léphetnek be, de a Raghunandan Könyvtár tetejéről az építmény jól megszemlélhető.
A város a konáraki naptemplomtól mintegy 35 km-re fekszik, ezért sok látogató összeköti a két várost utazása idején.

## Éghajlat

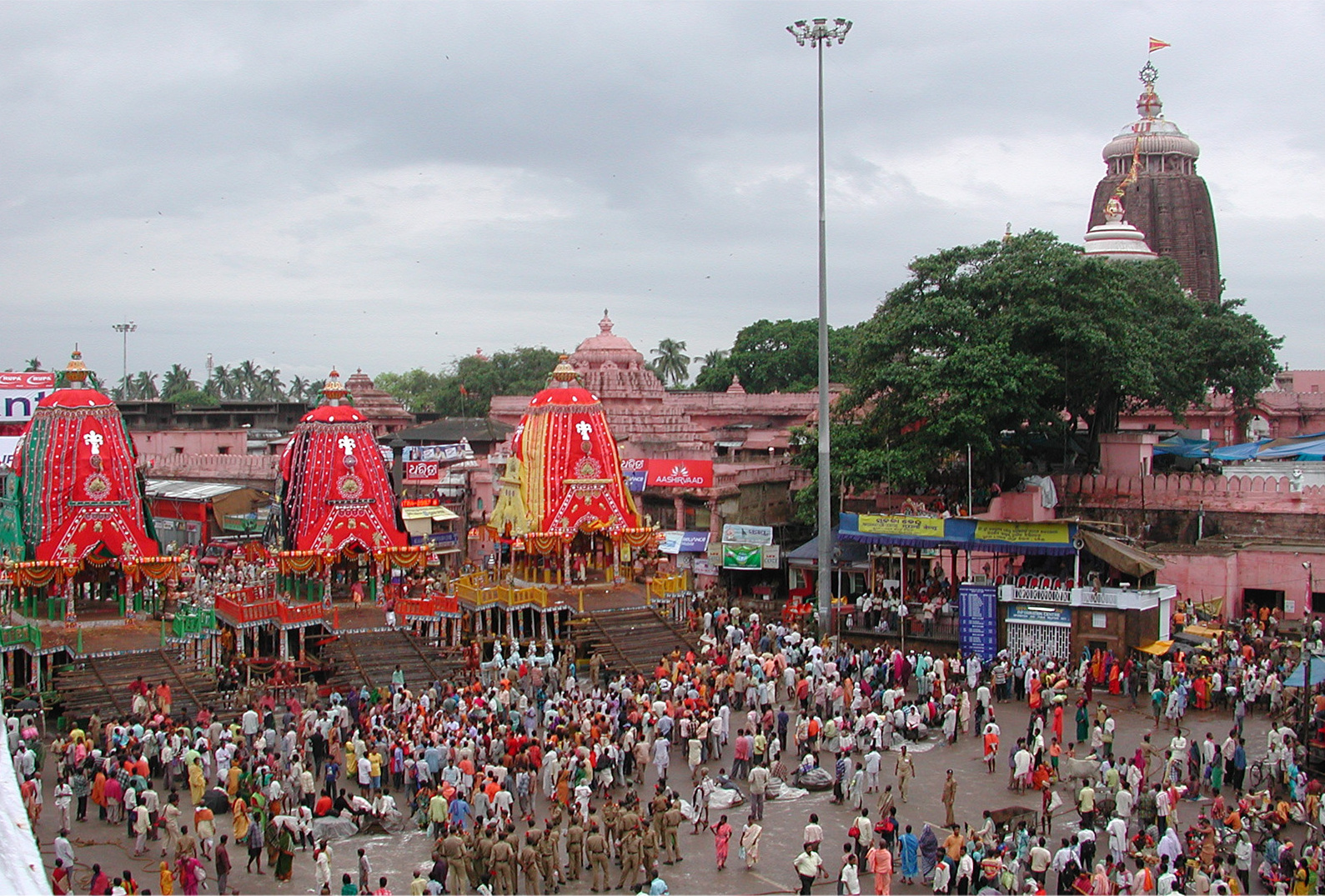
Hívők a Dzsagannáth-templomnál a Rath Játra ünnep idején

| Hónap                                   | Jan. | Feb. | Már. | Ápr. | Máj. | Jún. | Júl. | Aug. | Szep. | Okt. | Nov. | Dec. | Év   |
| --------------------------------------- | ---- | ---- | ---- | ---- | ---- | ---- | ---- | ---- | ----- | ---- | ---- | ---- | ---- |
| Átlagos max. hőmérséklet (°C)           | 26,8 | 28,4 | 30,2 | 31,4 | 32,5 | 31,8 | 30,6 | 31,0 | 31,6  | 31,7 | 29,4 | 27,2 | 30,2 |
| Átlagos min. hőmérséklet (°C)           | 17,7 | 20,4 | 24,1 | 25,9 | 27,0 | 27,1 | 26,6 | 26,5 | 26,5  | 24,8 | 20,4 | 17,1 | 23,7 |
| Átl. csapadékmennyiség (mm)             | 9    | 20   | 15   | 11   | 49   | 182  | 267  | 310  | 245   | 161  | 63   | 5    | 1337 |
| Forrás: India Meteorological Department |      |      |      |      |      |      |      |      |       |      |      |      |      |

## Fordítás
Ez a szócikk részben vagy egészben  a   Puri című német Wikipédia-szócikk fordításán alapul.  Az eredeti cikk szerkesztőit annak laptörténete sorolja fel. Ez a jelzés csupán a megfogalmazás eredetét és a szerzői jogokat jelzi, nem szolgál a cikkben szereplő információk forrásmegjelöléseként.